# Grandonkel
Grand foran tante, onkel, fætter eller kusine betegnede oprindeligt, at der var tale om ens fars eller mors tante, onkel, fætter eller kusine. En grandonkel/grandtante var altså ens fars/mors onkel eller tante. En grandfætter eller grandkusine var så ens mors/fars fætter eller kusine. 
Men i moderne sprogbrug bruges ordene grandfætter og grandkusine ofte om ens mors/fars fætters/kusines børn, altså et niveau neden under. Dette svarer til ens halvfætter/halvkusine eller den ældre betegnelse næstsøskendebørn.  I denne forstand svarer det til det engelske ord "Second Cousin".
Begge brug af grandfætter er officielle, i den forstand at de er medtaget i 5 binds supplementet til ODS, der dækker årene 1992-2005 (findes endnu kun i trykt udgave). Altså: En grandfætter kan betegne en forælders fætter, men det kan også betegne en forælders fætter/kusines drengebarn.
Det modsatte til en grandonkel er en grandnevø. Hvis X er Y's grandonkel, så vil Y være X's grandnevø. Ligeledes forholder det sig med grandtante og grandniece.
I dag taler nogle også om deres grand-grandfætter eller grand-grandkusine. Skal man acceptere denne sprogbrug, refererer grand-grandfætter/grand-grandkusine i den oprindelige betydning til den samme person, som er ens mors grandkusine og ens mormors kusine.
Men i den nyere betydning, som nok er den almindelige, refererer det til ens fars/mors grandfætters/grandkusines barn, altså to niveauer under bedstforælderens fætter/kusine. Denne betydning lægger sig op ad den engelske betydning, eftersom dette betegnes "Third Cousin".
En anden måde at forstå begreberne på er følgende: (efter den nyere betydning)
- Man har et par bedsteforældre til fælles med sin fætter eller kusine
- Man har et par oldeforældre til fælles med sin grandfætter eller grandkusine
- Man har et par tip-oldeforældre til fælles med sin grand-grandfætter eller grand-grandkusine
- Ens barnebarn er grand-grandkusine til ens fætter/kusines barnebarn